# Chiesa cattolica nella Repubblica Ceca

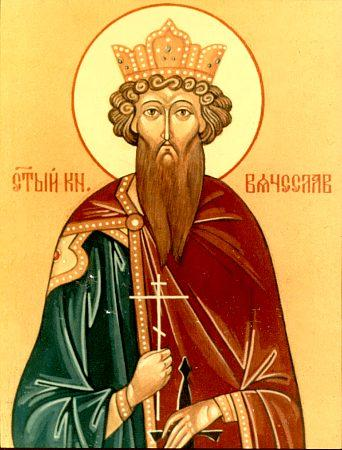
San Venceslao, patrono della Chiesa cattolica ceca

La Chiesa cattolica nella Repubblica Ceca conta circa 3,5 milioni di battezzati (circa 3,35 milioni di rito romano e 177.700 di rito bizantino). Al censimento del 2011 si sono dichiarate cattoliche 1 082 463 persone, che rappresentano il 10,37 % della popolazione.

## Battezzati, credenti e praticanti
| Anno | Credenti cattolici nella Repubblica Ceca |
| ---- | ---------------------------------------- |
| 1921 | 8.201.464 (81,97 %)                      |
| 1930 | 8.378.079 (78,49 %)                      |
| 1950 | 6.792.046 (76,35 %)                      |
| 1991 | 4.021.385 (39,03 %)                      |
| 2001 | 2.740.780 (26,79 %)                      |

Al precedente censimento (2001) 2.740.780 cittadini si erano dichiarati cattolici (26,8 % della popolazione), con una diminuzione rispetto ai dati del 1991 di circa 1,3 milioni di credenti (che allora erano il 39,3% della popolazione). Il rapido declino è continuato secondo i dati del censimento tenuti nel 2011: si sono dichiarati cattolici 1 082 463 cittadini (il 10,37 %). Questa differenza si può forse spiegare con il calo di popolarità della religione seguito all'euforia della caduta del comunismo. Inoltre, vi è stato l'effetto del ricambio generazionale, in quanto i credenti appartengono per lo più alle generazioni più anziane.
La distribuzione dei credenti all'interno della Repubblica Ceca non è uniforme. In generale il cattolicesimo è più diffuso nelle aree rurali rispetto alle aree metropolitane e in Moravia rispetto al resto del paese. Nella provincia ecclesiastica morava i credenti sono circa il 37,65% (41,87% di battezzati), mentre nella provincia ecclesiastica boema sono il 19,69% (26,48% di battezzati). La diocesi con il più alto numero di credenti è l'arcidiocesi di Olomouc (41,39%; 53,20% di battezzati), seguita dalla diocesi di Brno (39,37%). La diocesi con la percentuale minore di credenti cattolici è la diocesi di Litoměřice (12,18%; 20,67 di battezzati)
Ancor minore è il numero dei praticanti. La Conferenza episcopale ceca ha organizzato un censimento dei fedeli che hanno partecipato alle messe della prima domenica dopo Pasqua nel 1999 e nel 2004. Nel 1999 si contavano 414.539 fedeli (esclusa la diocesi di Litoměřice), mentre nel 2004 si contavano 405.446 presenze (compresa la diocesi di Litoměřice).

## Struttura

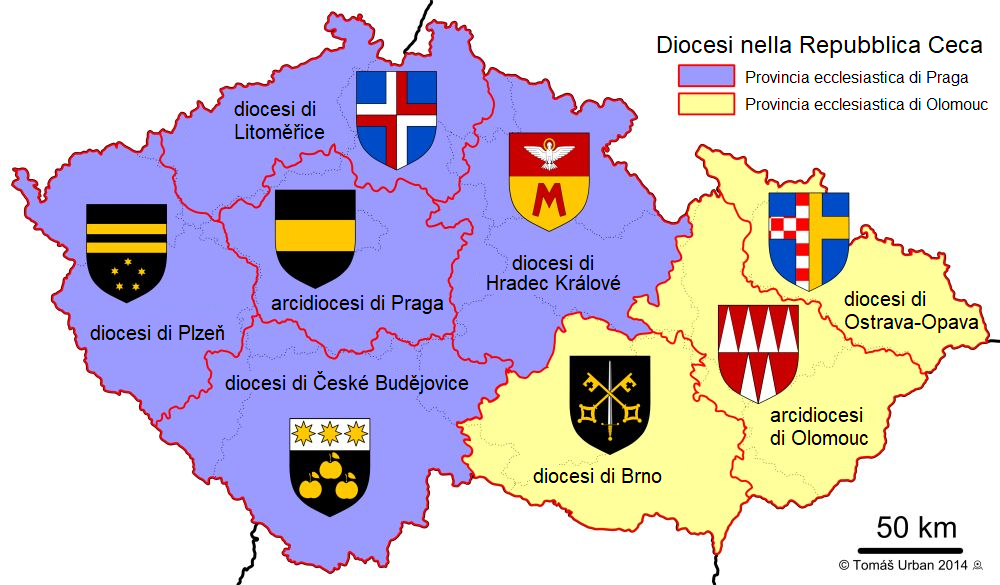
Diocesi cattoliche di rito romano in Repubblica Ceca

La Chiesa cattolica è presente nella Repubblica Ceca con due province ecclesiastiche di rito latino ed un esarcato apostolico per i fedeli di rito bizantino.

### Provincia ecclesiastica di Boemia
- Arcidiocesi di Praga con le suffraganee:
  - Diocesi di České Budějovice
  - Diocesi di Hradec Králové
  - Diocesi di Litoměřice
  - Diocesi di Plzeň

### Provincia ecclesiastica di Moravia
- Arcidiocesi di Olomouc con le suffraganee:
  - Diocesi di Brno
  - Diocesi di Ostrava-Opava

### Immediatamente soggetto alla Santa Sede
- Esarcato apostolico della Repubblica Ceca

## Nunziatura apostolica
La Santa Sede ha stabilito nel 1920 una nunziatura apostolica in Cecoslovacchia. Con la suddivisione del Paese in due Stati sovrani, fu eretta una nuova nunziatura apostolica nella Repubblica Ceca il 30 giugno 1993. La sede è a Praga.

### Nunzi apostolici in Cecoslovacchia
- Clemente Micara (7 maggio 1920 - 30 maggio 1923 nominato nunzio apostolico in Belgio)
- Francesco Marmaggi (30 maggio 1923 - 13 febbraio 1928 nominato nunzio apostolico in Polonia)
- Pietro Ciriaci (18 marzo 1928 - 9 gennaio 1934 nominato nunzio apostolico in Portogallo)

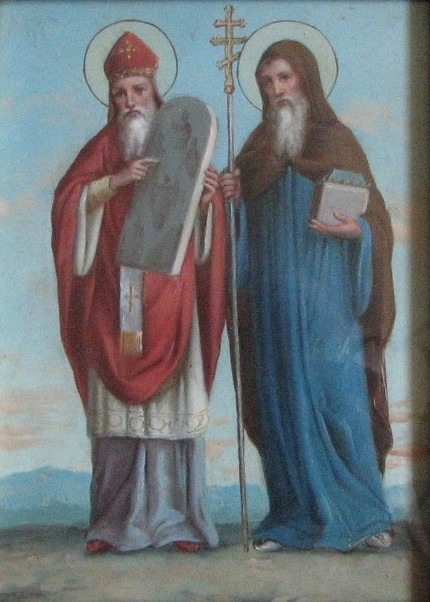
Santi Cirillo e Metodio, patroni della Chiesa morava

- Santi Cirillo e Metodio, patroni della Chiesa moravaSaverio Ritter (5 agosto 1935 - 1950 nominato officiale della Segreteria di Stato della Santa Sede)

### Nunzi apostolici nella Repubblica Ceca
- Giovanni Coppa (30 giugno 1993 - 19 maggio 2001 ritirato)
- Erwin Josef Ender (19 maggio 2001 - 25 novembre 2003 nominato nunzio apostolico in Germania)
- Diego Causero (10 gennaio 2004 - 28 maggio 2011 nominato nunzio apostolico in Svizzera e Liechtenstein)
- Giuseppe Leanza (15 settembre 2011 - 2018 ritirato)
- Charles Daniel Balvo (21 settembre 2018 - 17 gennaio 2022 nominato nunzio apostolico in Australia)
- Jude Thaddeus Okolo, dal 1º maggio 2022

## Conferenza episcopale
L'episcopato locale costituisce la Conferenza Episcopale Ceca (Česká biskupská konference, CBK), membro del Consiglio delle Conferenze dei Vescovi d'Europa.
Elenco dei presidenti della Conferenza episcopale:
- Cardinale František Tomášek, arcivescovo di Praga (1990 - 11 giugno 1991)
- Vescovo František Tondra, vescovo di Spiš (luglio 1991 - 4 maggio 1993)
- Cardinale Miloslav Vlk, arcivescovo di Praga (1993 - 25 gennaio 2000)
- Arcivescovo Jan Graubner, arcivescovo di Olomouc (25 gennaio 2000 - 21 aprile 2010)
- Cardinale Dominik Duka, arcivescovo di Praga (21 aprile 2010 - 28 aprile 2020)
- Arcivescovo Jan Graubner, arcivescovo di Olomouc, poi di Praga (28 aprile 2020 - 29 aprile 2025)
- Arcivescovo Josef Nuzík, arcivescovo di Olomouc, dal 29 aprile 2025

Elenco dei vicepresidenti della Conferenza episcopale:
- Vescovo František Tondra, vescovo di Spiš (23 aprile 1990 - luglio 1991)
- Vescovo František Václav Lobkowicz, O. Praem., vescovo di Ostrava-Opava (gennaio 2005 - 21 aprile 2010)
- Arcivescovo Jan Graubner, arcivescovo di Olomouc (21 aprile 2010 - 28 aprile 2020)
- Vescovo Jan Vokál, vescovo di Hradec Králové (28 aprile 2020 - 29 aprile 2025)
- Arcivescovo Stanislav Přibyl, C.SS.R., vescovo di Litoměřice, dal 29 aprile 2025

Elenco dei segretari generali della Conferenza episcopale:
- Vescovo František Radkovský, vescovo di Plzeň (1990 - 7 luglio 1993)
- Vescovo Ladislav Hučko, esarca apostolico della Repubblica Ceca (2005 - 1º luglio 2011)
- Vescovo Tomáš Holub, vescovo di Plzeň (1º luglio 2011 - 1º ottobre 2016)
- Vescovo Stanislav Přibyl, vescovo di Litoměřice (1º ottobre 2016 - 1º agosto 2024)
- Presbitero Roman Czudek, dal 1º agosto 2024

## Mezzi di comunicazione cattolici

### Giornali
Il più diffuso periodico cattolico è il settimanale Katolický týdeník (Settimanale cattolico); ampiamente diffusi sono pure i settimanali Matice cyrilometodějská (Radici cirillometodiane) di tendenze conservatrici e Světlo (Luce) , mentre il giornale Teologické texty (Testi teologici) è destinato a una cerchia ristretta di lettori. Ai giovani si rivolgono il trimestrale ADéčko e il giornale per le adolescenti In!

### Case editrici
I più importanti editori cattolici sono Karmelitánské nakladatelství (Edizioni carmelitane), Matice cyrilometodějská, Nakladatelství Cor Jesu, Paulínky (Edizioni Paoline), Vyšehrad, l'apostolato della stampa A.M.I.M.S., Cesta (Strada), Trinitas e la casa editrice salesiana Portál.

### Radio e televisione
Trasmettono in Repubblica Ceca TV Noe e Radio Proglas che collaborano con le televisioni e le radio cattoliche di tutto il mondo e danno copertura alle notizie cattoliche in Repubblica Ceca e all'estero (ad esempio trasmettono la benedizione urbi et orbi).

## Scuole cattoliche

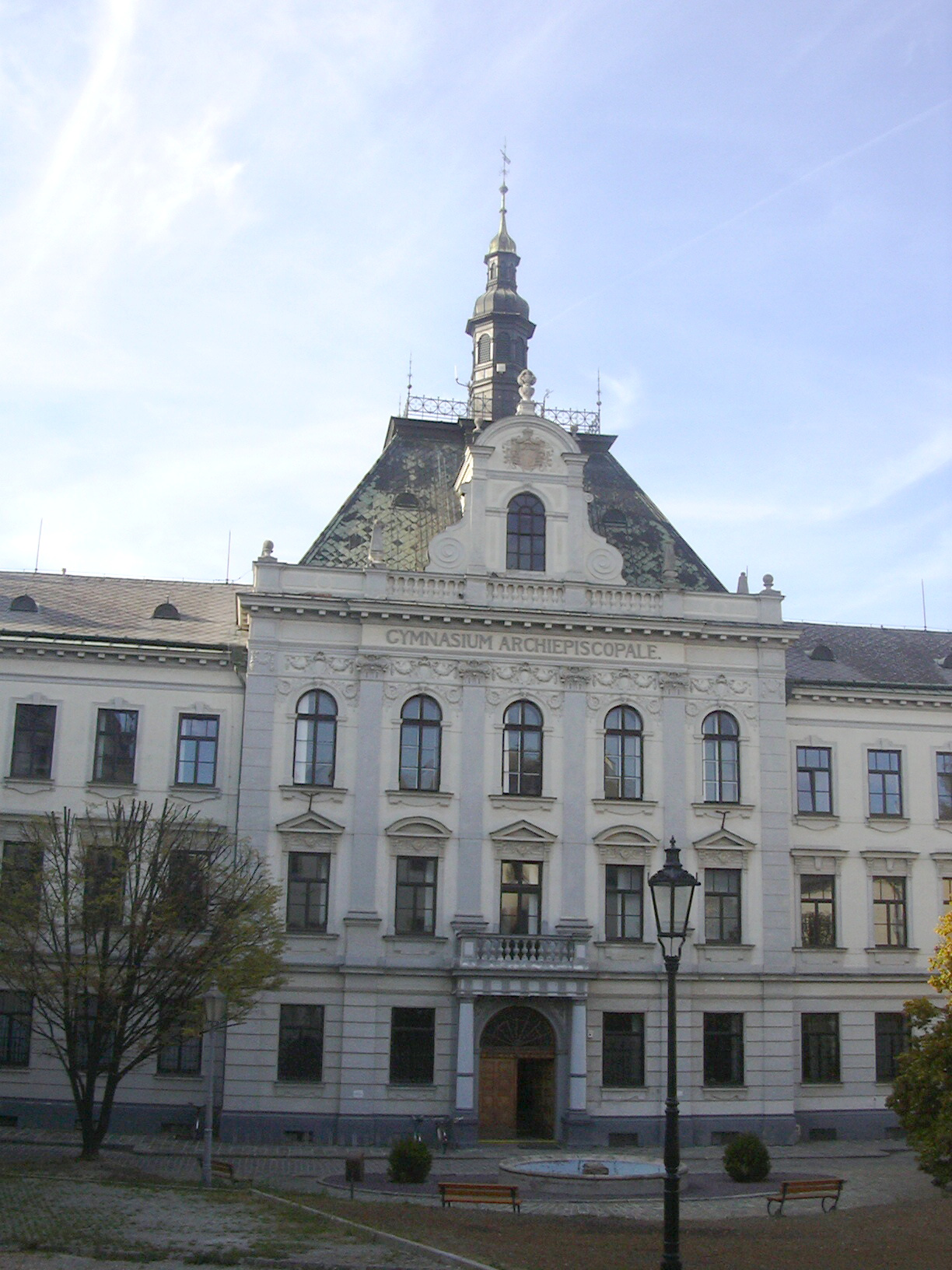
Il liceo arcivescovile di Kroměříž, ritenuto una scuola di élite

La Chiesa cattolica provvede ad organizzare l'istruzione dalla scuola materna all'università. Può contare su tre facoltà teologiche all'Università Carolina di Praga, all'Universita Palacký di Olomouc e all'Università della Boemia meridionale a České Budějovice.
Oltre alle scuole la Chiesa gestisce collegi per ospitare gli studenti.
Al 31 dicembre 2005 la Chiesa cattolica dirigeva 14 scuole materne, 21 scuole elementari a 14 scuole medie, 18 licei, 5 scuole superiori professionali e 24 collegi, per un totale di 86 istituti. Le scuole cattoliche erano frequentate da circa 15 000 studenti, mentre i collegi cattolici ospitavano circa 18 000 studenti.
Al 31 dicembre 2008, secondo i dati diffusi dalla sala stampa del Vaticano, gli istituti di istruzione cattolici erano scesi a 79 e gli studenti calati a 15.977.

## Mete di pellegrinaggio
I santuari più famosi della Repubblica Ceca sono Velehrad, Svatý Hostýn, il Sacro Monte di Příbram e Stará Boleslav.

## Santi e beati
Santi specialmente venerati nella Repubblica Ceca sono santi Cirillo e Metodio, santa Ludmilla, san Venceslao e sant'Adalberto che portarono il cristianesimo nella regione. Molto venerati sono anche sant'Agnese di Boemia e santa Zdislava, san Giovanni Nepomuceno e san Giovanni Sarkander. Infine, fra i martiri della persecuzione del regime totalitario è vivo il ricordo della beata Marie Antonína Kratochvílová.